# Sardijngeul
De Sardijngeul is een betonde vaargeul voor de kust van Walcheren in de provincie Zeeland. Het midden van de geul ligt maar op ongeveer 200 meter van het Badstrand van Vlissingen, waar de scheepvaart soms hoge golven op het strand geeft. De Sardijngeul loopt ongeveer vanaf een punt zuid van het stad Vlissingen waar de vaargeulen  Westerschelde en de Wielingen samenkomen, naar een punt ongeveer 3 zeemijl (ongeveer 5½ km) naar het noordwesten. Daar splitst het vaarwater zich in, dicht langs de Walcherse kust als, Oostgat enerzijds, en westelijker de Deurloo anderzijds, waar ongeveer 4 zeemijl (ongeveer 7½ km) verder noordwest de Geul van de Rassen zich afsplitst.
Het water is zeewater en heeft een getij.
De vaargeulen Sardijngeul en Oostgat worden gebruikt door zeeschepen vanaf noordelijke richting van en naar de Westerschelde gaan, zuidelijk verkeer gaat via de Wielingen.
De vaargeulen Deurloo, Geul van de Rassen, Spleet, Geul van de Walvischstaart enz. zijn te gebruiken voor schepen van CEMT-klasse Va.
De Sardijngeul valt binnen het Natura 2000-gebied Westerschelde en Saeftinge.